# Petites chutes de la Lukaya
Les Petites Chutes de la Lukaya sont une série de petites chutes sur la rivière Lukaya. Elles se situent au sud de Kinshasa, la capitale de la République démocratique du Congo. Elles mesurent à peu près 1 mètre.

## Histoire
Pendant la période coloniale, des Jésuites qui s'étaient installés en juin 1893 à Kimbangu (aujourd'hui la commune de Masina) décidèrent de quitter l'endroit, qu'ils jugeaient insalubre, pour s'établir à Kimwenza, près des Petites Chutes de la Lukaya.

## Géographie
Les petites chutes forment un petit lac et une plage de sable fin.

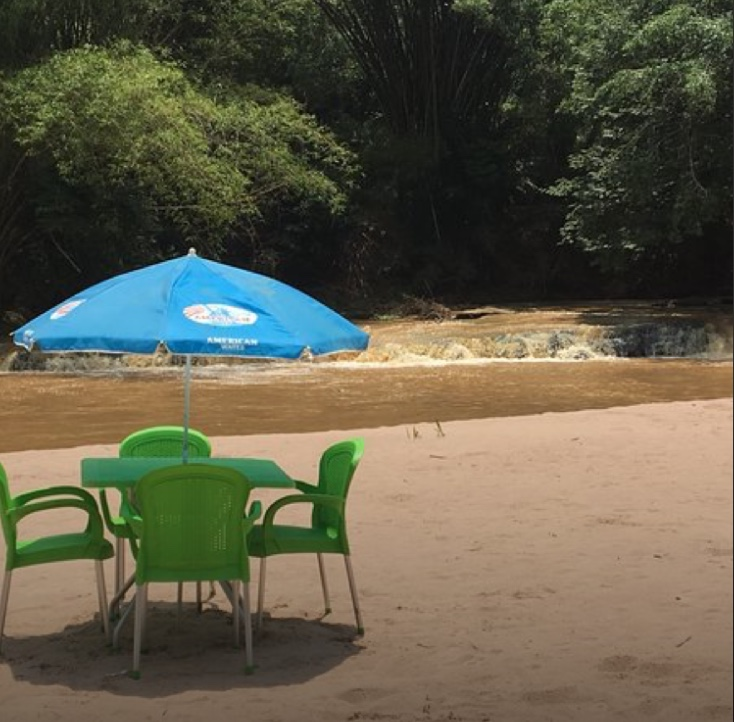
Petites chutes de la Lukaya et plage.

C'est une attraction pour de nombreux touristes mais aussi pour les habitants des environs. D'un côté du lac se trouve un restaurant, de l'autre le célèbre sanctuaire  des bonobos, le « lola ya bonobo  ». Ce sanctuaire, deuxième attraction la plus populaire du pays (après le volcan Nyiragongo), a été fondé en 1994 par Claudine André. Il se trouve à ce endroit depuis 2002.